# منطقة باليا
باليا رمزها «BL» (بالإنجليزية: Ballia)‏ ، هو تقسيم إداري لدولة الهند تتبع ولاية أتر برديش (بالإنجليزية: Uttar  Pradesh)‏ ، مركزها هو مدينة باليا (بالإنجليزية: Ballia)‏ عدد سكانها حسب تعداد سنة 2001 هو 2,752,412 ، مساحتها 2,981 كم² وكثافة السكان 923 لكل كم² .

## المناخ
يظهر الجدول التالي التغييرات المناخية على مدار السنة لمنطقة باليا:
{{بيانات منطقة مناخية
|Apr high C=46.5|source 1=India Meteorological Department (record high and low up to 2010)| location = منطقة باليا
|width=auto